# 栃木市立赤津小学校
栃木市立赤津小学校（とちぎしりつ あかづしょうがっこう）は、栃木県栃木市都賀町富張にある公立小学校。

## 沿革
- 1980年4月1日 - 富張小・木村小・大柿小の三校統合により、都賀町立赤津小学校として開校。大柿分校設置。
- 1981年
  - 3月3日 - 校歌（生井武司作詞、足羽章作曲）・校章発表
  - 3月8日 - 校旗樹立
- 1983年3月24日 - 大柿分校閉校。
- 2010年3月29日 - 栃木市との合併により、栃木市立赤津小学校となる。

## 通学区域
栃木市
- 都賀町原宿の一部[1]
- 都賀町木
- 都賀町臼久保

- 都賀町大橋
- 都賀町富張
- 都賀町深沢

- 都賀町大柿
- 都賀町家中の一部

## 周辺
- 赤津川
- 栃木コンクリート工場

## 交通
- 東武鉄道日光線 家中駅より約3.2km

## 関係者

### 出身者
- 渡辺俊介（元プロ野球選手・投手）